# بطن قيطس

موقع ζ Ceti

بطن قيطس نجم Zeta Ceti واسمه التقليدي Baten Kaitos مشتق من الاسم العربي وهو نجم في كوكبة قيطس.
نجم عملاق برتقالي وينتمي إلى الفئة الطيفية K0 IIIBa0.1 , ويبعد حوالي 234 سنة ضوئية عن كوكب الأرض. تبلغ قيمة قدره الظاهري 3.74 , ترتيبة 377 من حيث شدة اللمعان في سماء
الأرض هو العنصر الرئيسي للنظام مكون من عدة نجوم.تتحرك من خلال المجرة بسرعة 20.4 كم / ث نسبة إلى الشمس.